# George A. Romero
George Andrew Romero (New York, 4 febbraio 1940 – Toronto, 16 luglio 2017) è stato un regista, sceneggiatore, montatore, attore, scrittore, direttore della fotografia e fumettista statunitense naturalizzato canadese.

Firma di George Romero

Considerato un maestro del genere horror, il suo La notte dei morti viventi è ritenuto un film di culto e ha lanciato nel cinema il tema dell'apocalisse zombie. La saga sui morti viventi è proseguita con Zombi, Il giorno degli zombi, La terra dei morti viventi, Le cronache dei morti viventi e Survival of the Dead - L'isola dei sopravvissuti.
A Romero è inoltre riconosciuto il merito di aver unito ad una forte componente orrifica e splatter anche una critica alla società occidentale.
(George A. Romero)

## Biografia
Nato e cresciuto a New York, suo padre, George M. Romero, è nato a La Coruña, Spagna, ed è cresciuto a Cuba, e sua madre, Anne Romero (Dvorsky), è statunitense di origini lituane. Romero studia alla Carnegie Mellon University di Pittsburgh, Pennsylvania. Dopo essersi diplomato, inizia a girare diverse pellicole, principalmente cortometraggi (come il suo primo film girato solo a tredici anni in 8 mm, The Man from the Meteor) e pubblicità. Insieme ad alcuni amici forma la Image Ten Productions nei tardi anni sessanta. Mettono insieme circa 10.000 dollari per produrre quello che sarebbe diventato uno dei più celebri film horror di tutti i tempi, scritto da Romero insieme a John A. Russo: La notte dei morti viventi (1968). Il film divenne un vero e proprio cult negli anni settanta ed è considerato anche il film che ha codificato il genere zombie movie.

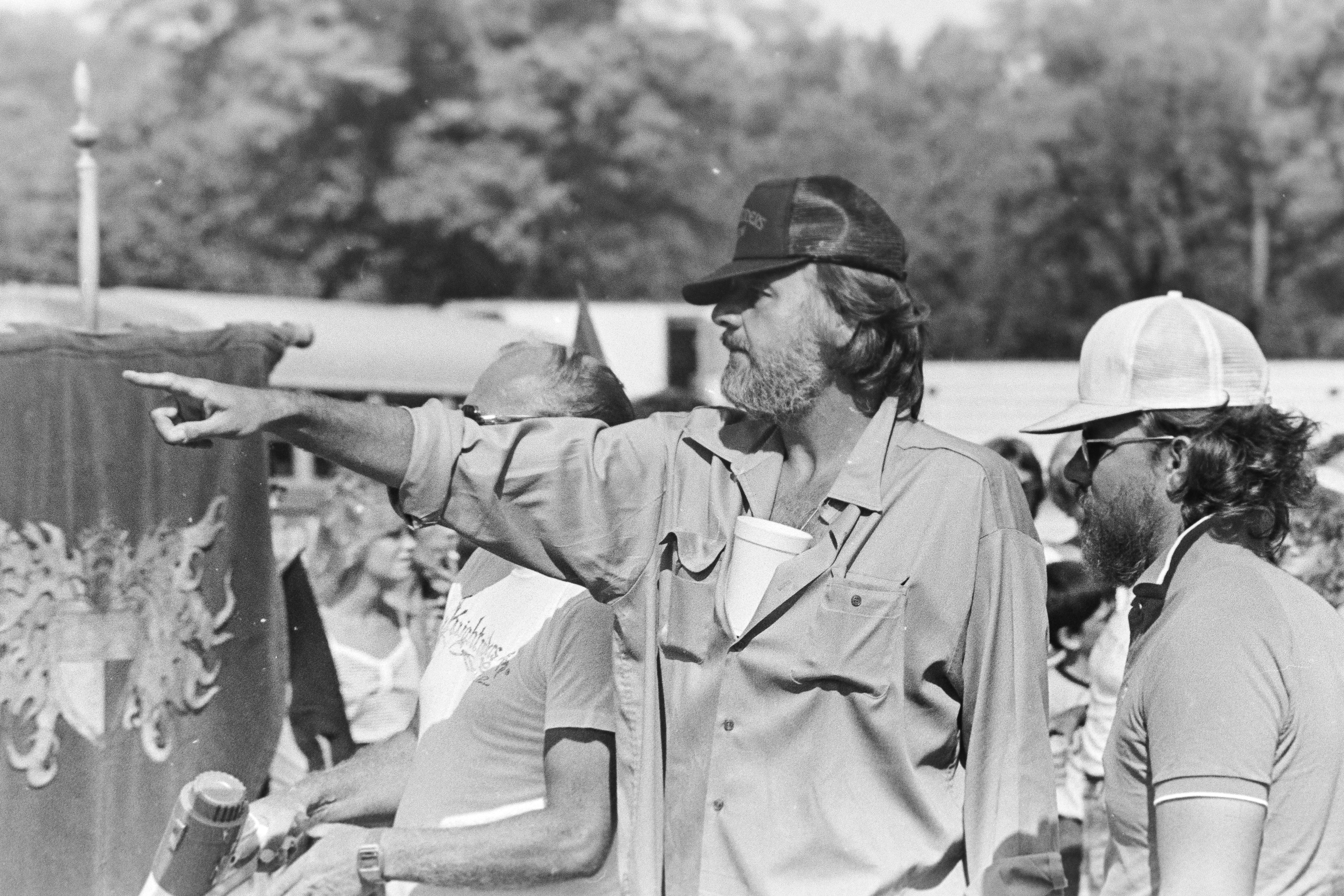
Romero sul set di un suo film

I successivi film diretti da Romero ebbero meno fortuna: There's Always Vanilla (1971), La città verrà distrutta all'alba (1973), La stagione della strega (1972) e Wampyr (1977). Anche se non acclamati come il film d'esordio o alcune delle pellicole successive, tutti questi film contengono, come "firma" dell'autore, una forte critica sociale, legata alla trama di genere horror della pellicola. Come la maggior parte dei film di Romero vennero girati nei dintorni della sua città, Pittsburgh.
Nel 1978 Romero, che curò personalmente il montaggio dei suoi primi sette film, tornò al genere zombi, di cui è considerato unanimemente capostipite, con Zombi (1978). Girato con un budget di solo 1,5 milioni di dollari, il film ne incassò oltre 40, ed è stato inserito nella lista dei film cult più importanti dalla rivista Entertainment Weekly nel 2003. Dopo il successo commerciale (scritto da Stephen King) Creepshow (1982) Romero completò la sua "Trilogia dei morti viventi" nel 1985 con il meno acclamato e più cupo Il giorno degli zombi.
In seguito dirige Monkey Shines - Esperimento nel terrore e il film a episodi con Dario Argento Due occhi diabolici. Nel 1991 prende parte in veste di attore al film Il silenzio degli innocenti: durante la scena in cui il Dottor Lecter lancia dalla cella il questionario sul caso Buffalo Bill alla protagonista, si può notare la presenza di Romero nelle vesti di un poliziotto in borghese. Nel 1993 dirige La metà oscura, che si rivela un flop. Il regista torna a dirigere un film solo dopo sette anni, con Bruiser - La vendetta non ha volto, che non ha successo né di critica né di pubblico.
Nel 1998 viene assunto dalla Capcom per dirigere due spot televisivi inerenti all'uscita di Resident Evil 2. Talmente stupiti dal suo lavoro, i dirigenti della Capcom chiesero a Romero di occuparsi dell'adattamento cinematografico di Resident Evil. Romero si mise al lavoro e scrisse una sceneggiatura, facilmente reperibile in rete. I produttori però, definirono il suo lavoro poco commerciale, e la produzione fu bloccata, e poco dopo lo sostituirono con Paul W. S. Anderson. Nel 2004 gli Universal Studios hanno prodotto un remake di Zombi, non coinvolgendo però in alcun modo Romero.
Romero ha girato nel 2006 il quarto capitolo della sua serie sugli zombi, La terra dei morti viventi, una produzione di 16 milioni di dollari (il più alto della sua carriera), girato a Toronto, Ontario, Canada. Il film vede come protagonisti Simon Baker, Dennis Hopper, Asia Argento e John Leguizamo. A La terra dei morti viventi hanno fatto seguito Le cronache dei morti viventi (2007), girato in digitale, e Survival of the Dead - L'isola dei sopravvissuti (2009) che è stato presentato in anteprima mondiale alla 66ª Mostra internazionale d'arte cinematografica di Venezia. Nell'ottobre 2012 ha rivelato di essere stato ingaggiato dalla Marvel per scrivere un fumetto sugli zombi, intitolato inizialmente Marvel of the Dead. Il titolo, in seguito, è stato cambiato in Empire of the Dead ed il primo numero è uscito nel gennaio 2014. I disegni del fumetto sono curati da Alex Maleev.
Romero muore il 16 luglio 2017 all'età di 77 anni per un cancro ai polmoni.

## Filmografia

### Regista
- La notte dei morti viventi (Night of the Living Dead) (1968)
- There's Always Vanilla (1971)
- La stagione della strega (Hungry wives) (1972)
- La città verrà distrutta all'alba (The Crazies) (1973)
- The Amusement Park (1975) - mediometraggio
- Wampyr (Martin) (1977)
- Zombi (Dawn of the Dead) (1978)
- Knightriders - I cavalieri (Knightriders) (1981)
- Creepshow (1982)
- Il giorno degli zombi (Day of the Dead) (1985)
- Monkey Shines - Esperimento nel terrore (Monkey Shines) (1988)
- Due occhi diabolici (Two Evil Eyes) (1990) - episodio Fatti nella villa del signor Valdemar
- La metà oscura (The Dark Half) (1993)
- Bruiser - La vendetta non ha volto (Bruiser) (2000)
- La terra dei morti viventi (Land of the Dead) (2005)
- Le cronache dei morti viventi (Diary of the Dead) (2007)
- Survival of the Dead - L'isola dei sopravvissuti (Survival of the Dead) (2009)

### Sceneggiatore
- La notte dei morti viventi (Night of the Living Dead) (1968)
- La stagione della strega (Season of the Witch) (1972)
- La città verrà distrutta all'alba (The Crazies) (1973)
- The Amusement Park (1975) - mediometraggio
- Wampyr (Martin) (1977)
- Zombi (Dawn of the Dead) (1978)
- Knightriders - I cavalieri (Knightriders) (1981)
- Il giorno degli zombi (Day of the Dead) (1985)
- Creepshow 2, regia di Michael Gornick (1987)
- Monkey Shines - Esperimento nel terrore (Monkey Shines) (1988)
- Due occhi diabolici (Two Evil Eyes) (1990) - episodio Fatti nella villa del signor Valdemar
- La notte dei morti viventi (Night of the Living Dead), regia di Tom Savini (1990)
- I delitti del gatto nero (Tales from the Darkside: The Movie), regia di John Harrison (1990)
- La metà oscura (The Dark Half) (1993)
- Bruiser - La vendetta non ha volto (Bruiser) (2000)
- L'alba dei morti viventi (Dawn of the Dead), regia di Zack Snyder (2004) - soggetto
- La terra dei morti viventi (Land of the Dead) (2005)
- La notte dei morti viventi 3D (Night of the Living Dead 3D), regia di Jeff Broadstreet (2006)
- Creepshow 3, regia di Ana Clavell e James Dudelson (2007) - soggetto
- Le cronache dei morti viventi (Diary of the Dead) (2007)
- Day of the Dead, regia di Steve Miner (2008) - soggetto
- Survival of the Dead - L'isola dei sopravvissuti (Survival of the Dead) (2009)
- La città verrà distrutta all'alba (The Crazies), regia di Breck Eisner (2010) - soggetto

### Montatore
- La notte dei morti viventi (Night of the Living Dead) (1968)
- La stagione della strega (Season of the Witch) (1972)
- La città verrà distrutta all'alba (The Crazies) (1973)
- The Amusement Park (1975) - mediometraggio
- Wampyr (Martin) (1977)
- Zombi (Dawn of the Dead) (1978)
- Knightriders - I cavalieri (Knightriders) (1981)
- Creepshow (1982)

### Attore
- Wampyr (Martin) (1977)
- Zombi (Dawn of the Dead) (1978)
- Il silenzio degli innocenti (The Silence of the Lambs), regia di Jonathan Demme (1991)
- La terra dei morti viventi (Land of the Dead) (2005)
- Le cronache dei morti viventi (Diary of the Dead) (2007)

### Direttore della fotografia
- La notte dei morti viventi (Night of the Living Dead) (1968)
- La stagione della strega (Season of the Witch) (1972)

## Riconoscimenti
- Festival di Venezia
  - 2009 – Candidatura al Leone d'Oro per Survival of the Dead - L'isola dei sopravvissuti

## Citazioni e omaggi
- Nel videogioco Dead Nation viene fatto il suo nome nella sezione trofei della PS3, come trofeo Romero sarebbe orgoglioso.
- George Romero è presente come boss nella mappa zombi Call Of The Dead del videogioco Call of Duty: Black Ops.
- È presente un veicolo nei videogiochi Grand Theft Auto: Vice City, Grand Theft Auto: San Andreas, Grand Theft Auto: Vice City Stories, Grand Theft Auto IV e Grand Theft Auto: Chinatown Wars in omaggio al regista. Il veicolo in questione è un carro funebre.
- Nel videogioco Lollipop Chainsaw, la scuola della protagonista, Juliet Starling, si chiama San Romero in omaggio al regista.
- Gli viene dedicato un episodio dell'anime Space Dandy, diretto da Shinichirō Watanabe.
- In Stranger Things, diretto da Matt e Ross Duffer, nel primo episodio della terza stagione i ragazzi si intrufolano al cinema per vedere Il giorno degli zombie (1985) di George Romero.
- Nonostante avesse criticato aspramente lo show, gli viene dedicato il primo episodio della ottava stagione (il centesimo della serie) in The Walking Dead.
- È spesso citato nella serie tv iZombie per descrivere gli zombie allo stato più violento.
- Nel videogioco Dying Light, nei Bassifondi è stato creato un murale commemorativo.
- Il primo albo di Dylan Dog, L'alba dei morti viventi, uscito in edicola il 26 settembre 1986, viene intitolato così in omaggio al celebre Dawn of the Dead (letteralmente "L'alba dei morti viventi", ma uscito in Italia con il titolo Zombi) di Romero. L'omaggio viene esplicitato quando, nell'albo, Dylan porta con sé Groucho e Sybil al cinema per una "serata di film dell'orrore non stop", in occasione della quale viene proiettato proprio Dawn of the Dead.
- Nel libro Dodici di Zerocalcare viene citato come profeta avendo descritto l'apocalisse zombi nella stessa maniera in cui accade.
- Nella canzone Povero stronzo  del rapper Gemitaiz viene citato in quanto emblema del genere horror.